# Bannertausch
Unter dem Begriff Bannertausch versteht man den gegenseitigen Austausch von  Werbebannern auf Webseiten. Auf der einen Webseite wird ein Banner der anderen Webseite dargestellt und umgekehrt. Die Banner (meist 468 × 60 Pixel) sind mit der jeweils anderen Website verknüpft. Oft betreffen die gegenseitig verlinkten Websites das gleiche oder ein ähnliches Thema, das muss jedoch nicht sein. Die Verlinkung findet oft auch aus sozialen Gründen statt (z. B. Freundschaft der Webmaster). Die Betreiber der Websites versprechen sich hiervon, einen gegenseitigen Besucheraustausch zu erreichen, wovon letztlich beide Seiten profitieren.
Zwischen zwei Websites ist ein Bannertausch leicht durchzuführen. Für mehrere oder gar viele Websites, die untereinander einen Bannertausch durchführen möchten, ist es jedoch sinnvoll, den Bannertausch zentral zu regeln, da die Anzahl der „Abkommen“ zwischen den Websites ansonsten quadratisch wachsen würde (bei 6 Websites gibt es bereits 15, bei 10 Websites bereits 45 Abkommen). Hierfür bietet sich die Benutzung eines Bannertauschsystems an. Auf den Websites wird dann nur noch auf eine URL des Bannertauschsystems für das Banner-Bild sowie eine URL für das Banner-Ziel verwiesen. Die Banner werden meist in Rotation dargestellt, das heißt alle beteiligten Websites werden gleichmäßig auf den anderen Websites mittels eines Banners beworben. Bannertauschsysteme bieten zudem noch die Möglichkeit Bannertausch in verschiedenen gängigen Bannerformaten gleichzeitig zu betreiben. 
Um einen fairen Ausgleich zwischen stark frequentierten und weniger stark frequentierten Websites zu schaffen, verwenden die Bannertausch-Systeme meist ein Punktekonto und Statistiken. Dabei gibt es Bannertausch-Dienste, die Views belohnen und andere, bei denen lediglich die Klicks mit Punkten belohnt werden. Ein Bannertausch über Klicks kann als gerechter bezeichnet werden, da so auch die Position des Banners in der Website bewertet wird, denn ein Banner bekommt umso mehr Klicks, je sichtbarer er ist (z. B. im oberen Seitenbereich).
Einen geringen Teil der Einblendungen reserviert sich meist der Bannertauschsystembetreiber. Der Faktor, meist als Verhältnis angegeben, wird oft als Ratio bezeichnet. Eine Ratio von 9:10 bedeutet beispielsweise, dass ein Bannertauschteilnehmer für 10 Fremdeinblendungen oder ausgehende Klicks von der eigenen Website 9 Einblendungen seines eigenen Banners oder eingehende Klicks von anderen Websites erhält. 
Allgemein bekommt man kein Geld für diesen Bannertausch, und man zahlt meistens auch nichts.
Bei einigen größeren Systemen wie BannerChange hat es sich zwischenzeitlich etabliert nicht nur Werbebanner, sondern auch Textlinks untereinander zu tauschen. Grund hierfür ist, dass Textlinks sich meist besser in das Layout einer bestehenden Website integrieren lassen und daher von einem Besucher in der Regel als weniger störend empfunden werden.

## Bannertauschsysteme
Bannertauschsysteme sind meist kostenlose Dienstleistungen im Internet, die einen einfachen, zentralen Bannertausch ermöglichen. Der Teilnehmer meldet sich am System an und hinterlegt ein oder mehrere Banner, sowie die zugehörigen Ziel-URLs, auf die bei Anklicken der Banner verwiesen werden soll. Für seine eigene Website erhält der Teilnehmer einen vom Bannertauschsystem zur Verfügung gestellten HTML-Schnipsel, den er an der gewünschten Stelle einbaut. Besucht jemand die Website des Teilnehmers (bzw. die Webseite, auf welcher der HTML-Schnipsel hinterlegt ist), wird dem Besucher ein vom Bannertauschsystem ausgewähltes Banner präsentiert. Das System basiert auf einem Geben und Nehmen. Je nach System blenden die Betreiber selbst noch zu einem geringen Prozentsatz Werbung ein. Damit werden kostenlose Systeme finanziert.
Die Realisierungen der Bannertauschsysteme sind sehr vielfältig. Die HTML-Schnipsel enthalten beispielsweise manchmal JavaScript- oder ActiveX-Code oder Browser-spezifische Hacks, um Banner darzustellen. Je nach Umsetzung sind die Bannertauschsystem auf allen oder nur auf manchen Browsern lauffähig. Es gibt jedoch auch Bannertauschsysteme, die ohne solche Tricksereien auskommen und auf jedem Browser nutzbar sind.